# Hrušeň u Mrákotína
Hrušeň u Mrákotína je památná hrušeň obecná u Mrákotína v okrese Chrudim, která roste v poli severně nad obcí naproti statku.

## Parametry stromu
- Výška (m): přibližně 8 metrů
- Obvod (cm): 183
- Ochranné pásmo: ze zákona
- Datum prvního vyhlášení: 11.04.1996
- Odhadované stáří: 110 let

## Strom roku
Hrušeň v roce 2023 zvítězila v anketě Strom roku, kde získala 6433 hlasů.